# Belbèze-en-Lomagne
Pour les articles homonymes, voir Belbèze.
Belbèze-en-Lomagne, anciennement nommée Belbèse, est une commune française, située dans le sud-ouest du département de Tarn-et-Garonne en région Occitanie.
Sur le plan historique et culturel, la commune est dans la Lomagne, une ancienne circonscription de la province de Gascogne ayant titre de vicomté, surnommée « Toscane française ».
Exposée à un climat océanique altéré, elle est drainée par la Gimone, le ruisseau de Tessonne et par deux autres cours d'eau. La commune possède un patrimoine naturel remarquable composé de deux zones naturelles d'intérêt écologique, faunistique et floristique.
Belbèze-en-Lomagne est une commune rurale qui compte 168 habitants en 2022, après avoir connu une forte hausse de la population depuis 1975.  Elle fait partie de l'aire d'attraction de Toulouse. Ses habitants sont appelés les Belbésiens ou  Belbésiennes.

## Géographie

### Localisation
Belbèze-en-Lomagne est située en Lomagne sur la Gimone.

### Communes limitrophes
Les communes limitrophes sont  Comberouger, Larrazet, Saint-Sardos, Sérignac et Vigueron.
| Sérignac |                                  | Larrazet     |
|          | Belbèze-en-Lomagne               |              |
| Vigueron | Comberouger (par un quadripoint) | Saint-Sardos |

### Hydrographie

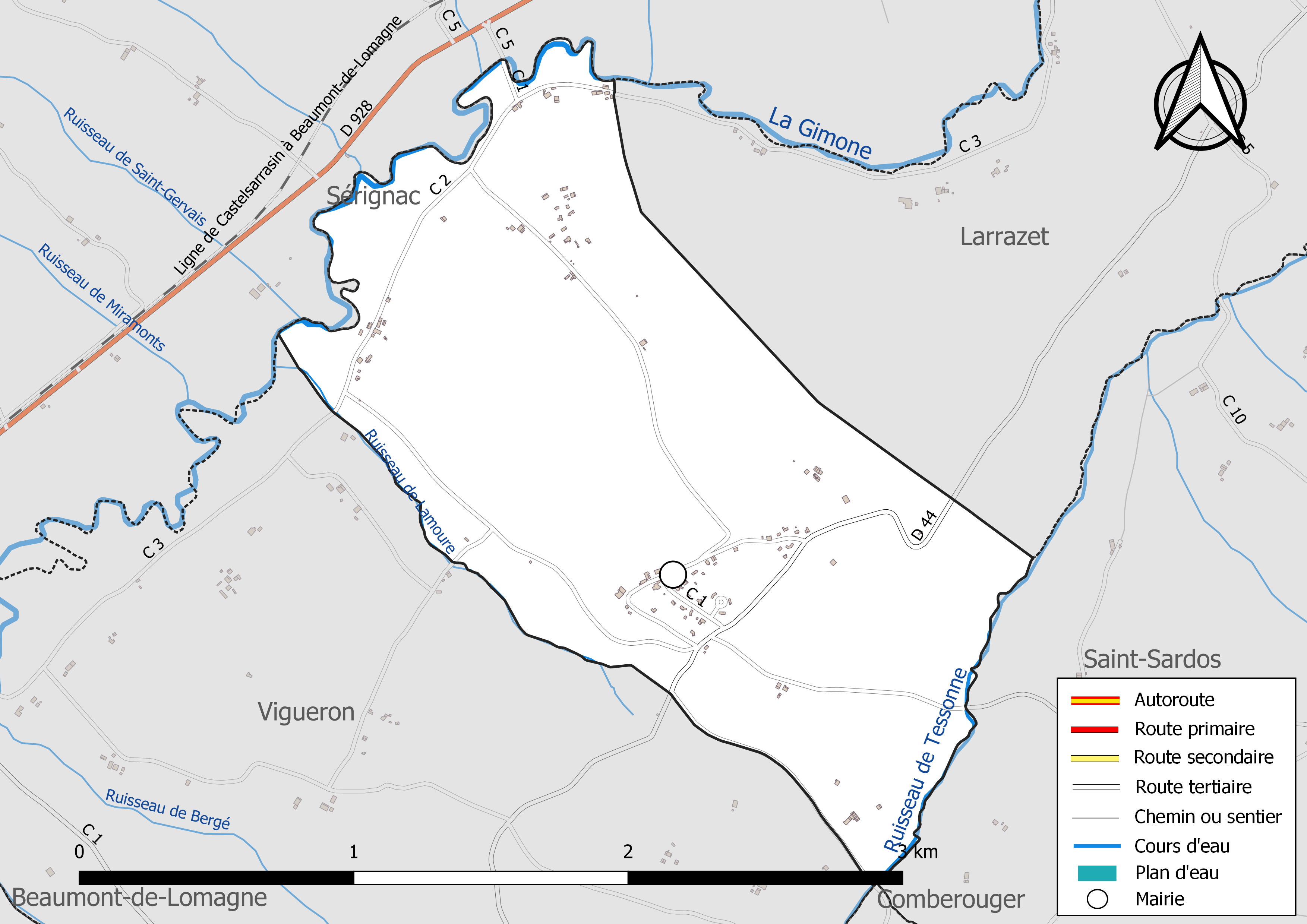
Réseaux hydrographique et routier de Belbèze-en-Lomagne.

La commune est dans le bassin versant de la Garonne, au sein du bassin hydrographique Adour-Garonne. Elle est drainée par la Gimone, le ruisseau de Tessonne, le ruisseau de Lamoure et par un petit cours d'eau, constituant un réseau hydrographique de 2 km de longueur totale,.
La Gimone, d'une longueur totale de 136 km, prend sa source dans la commune de Saint-Loup-en-Comminges et s'écoule du sud vers le nord. Elle traverse la commune et se jette dans la Garonne à Castelferrus, après avoir traversé 54 communes.
Le ruisseau de Tessonne, d'une longueur totale de 21,8 km, prend sa source dans la commune de Faudoas et s'écoule du sud-ouest vers le nord-ouest. Il traverse la commune et se jette dans la Garonne à Bourret, après avoir traversé 10 communes.

### Climat
Pour des articles plus généraux, voir Climat de l'Occitanie et Climat de Tarn-et-Garonne.
En 2010, le climat de la commune est de type climat océanique dégradé des plaines du Centre et du Nord, selon une étude du Centre national de la recherche scientifique s'appuyant sur une série de données couvrant la période 1971-2000. En 2020, Météo-France publie une typologie des climats de la France métropolitaine dans laquelle la commune est exposée à un climat océanique altéré et est dans la région climatique Aquitaine, Gascogne, caractérisée par une pluviométrie abondante au printemps, modérée en automne, un faible ensoleillement au printemps, un été chaud (19,5 °C), des vents faibles, des brouillards fréquents en automne et en hiver et des orages fréquents en été (15 à 20 jours).
Pour la période 1971-2000, la température annuelle moyenne est de 12,9 °C, avec une amplitude thermique annuelle de 16,1 °C. Le cumul annuel moyen de précipitations est de 746 mm, avec 10,3 jours de précipitations en janvier et 6 jours en juillet. Pour la période 1991-2020, la température moyenne annuelle observée sur la station météorologique de Météo-France la plus proche, « Sérignac », sur la commune de Sérignac à 4 km à vol d'oiseau, est de 14,0 °C et le cumul annuel moyen de précipitations est de 690,5 mm. 
La température maximale relevée sur cette station est de 42,4 °C, atteinte le 24 août 2023 ; la température minimale est de −18,9 °C, atteinte le 16 janvier 1985,,.
Les paramètres climatiques de la commune ont été estimés pour le milieu du siècle (2041-2070) selon différents scénarios d'émission de gaz à effet de serre à partir des nouvelles projections climatiques de référence DRIAS-2020. Ils sont consultables sur un site dédié publié par Météo-France en novembre 2022.

### Milieux naturels et biodiversité
L’inventaire des zones naturelles d'intérêt écologique, faunistique et floristique (ZNIEFF) a pour objectif de réaliser une couverture des zones les plus intéressantes sur le plan écologique, essentiellement dans la perspective d’améliorer la connaissance du patrimoine naturel national et de fournir aux différents décideurs un outil d’aide à la prise en compte de l’environnement dans l’aménagement du territoire.
Une ZNIEFF de type 1 est recensée sur la commune :
le « ruisseau de la Tessone, bois et lac » (135 ha), couvrant 6 communes du département et une ZNIEFF de type 2, : 
le « cours de la Gimone et de la Marcaoue » (3 085 ha), couvrant 60 communes dont cinq dans la Haute-Garonne, 37 dans le Gers, une dans les Hautes-Pyrénées et 17 dans le Tarn-et-Garonne.

Carte des ZNIEFF de type 1 et 2 à Belbèze-en-Lomagne.
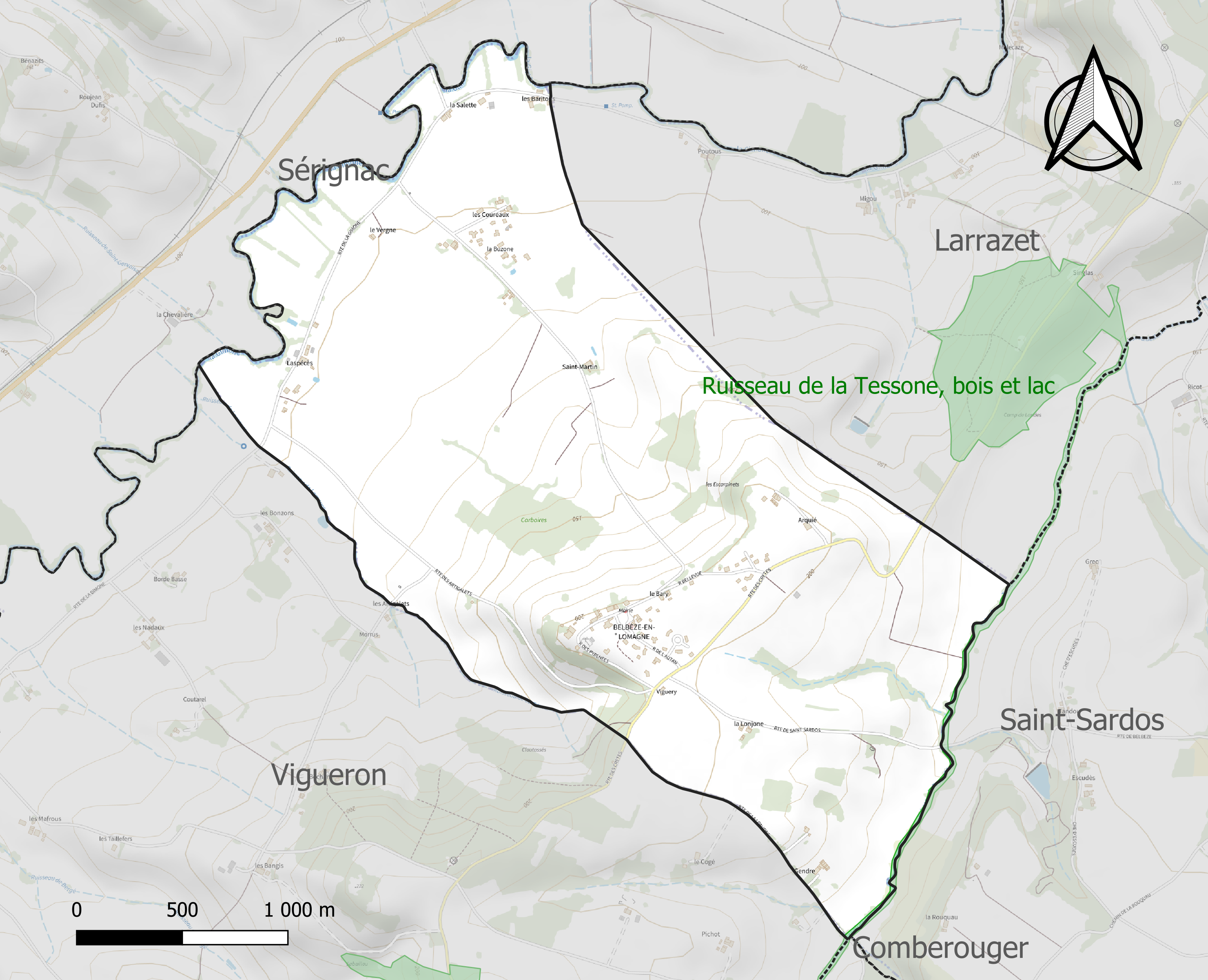
Carte de la ZNIEFF de type 1 sur la commune.
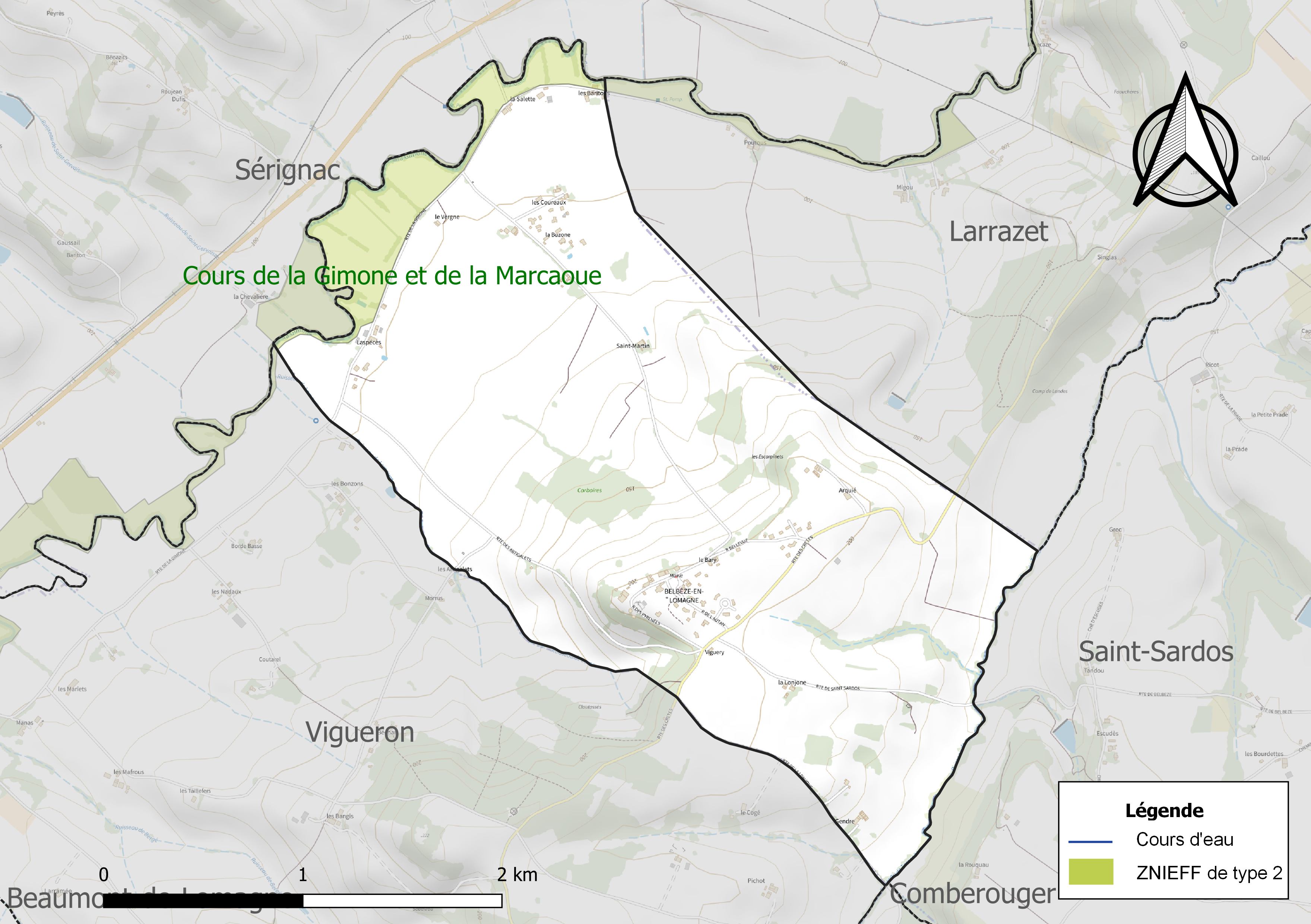
Carte de la ZNIEFF de type 2 sur la commune.

## Urbanisme

### Typologie
Au 1er janvier 2024, Belbèze-en-Lomagne est catégorisée commune rurale à habitat très dispersé, selon la nouvelle grille communale de densité à sept niveaux définie par l'Insee en 2022.
Elle est située hors unité urbaine. Par ailleurs la commune fait partie de l'aire d'attraction de Toulouse, dont elle est une commune de la couronne,. Cette aire, qui regroupe 527 communes, est catégorisée dans les aires de 700 000 habitants ou plus (hors Paris),.

### Occupation des sols
L'occupation des sols de la commune, telle qu'elle ressort de la base de données européenne d’occupation biophysique des sols Corine Land Cover (CLC), est marquée par l'importance des territoires agricoles (98,8 % en 2018), une proportion identique à celle de 1990 (98,8 %). La répartition détaillée en 2018 est la suivante : 
terres arables (73 %), zones agricoles hétérogènes (25,8 %), forêts (1,2 %). L'évolution de l’occupation des sols de la commune et de ses infrastructures peut être observée sur les différentes représentations cartographiques du territoire : la carte de Cassini (XVIIIe siècle), la carte d'état-major (1820-1866) et les cartes ou photos aériennes de l'IGN pour la période actuelle (1950 à aujourd'hui).

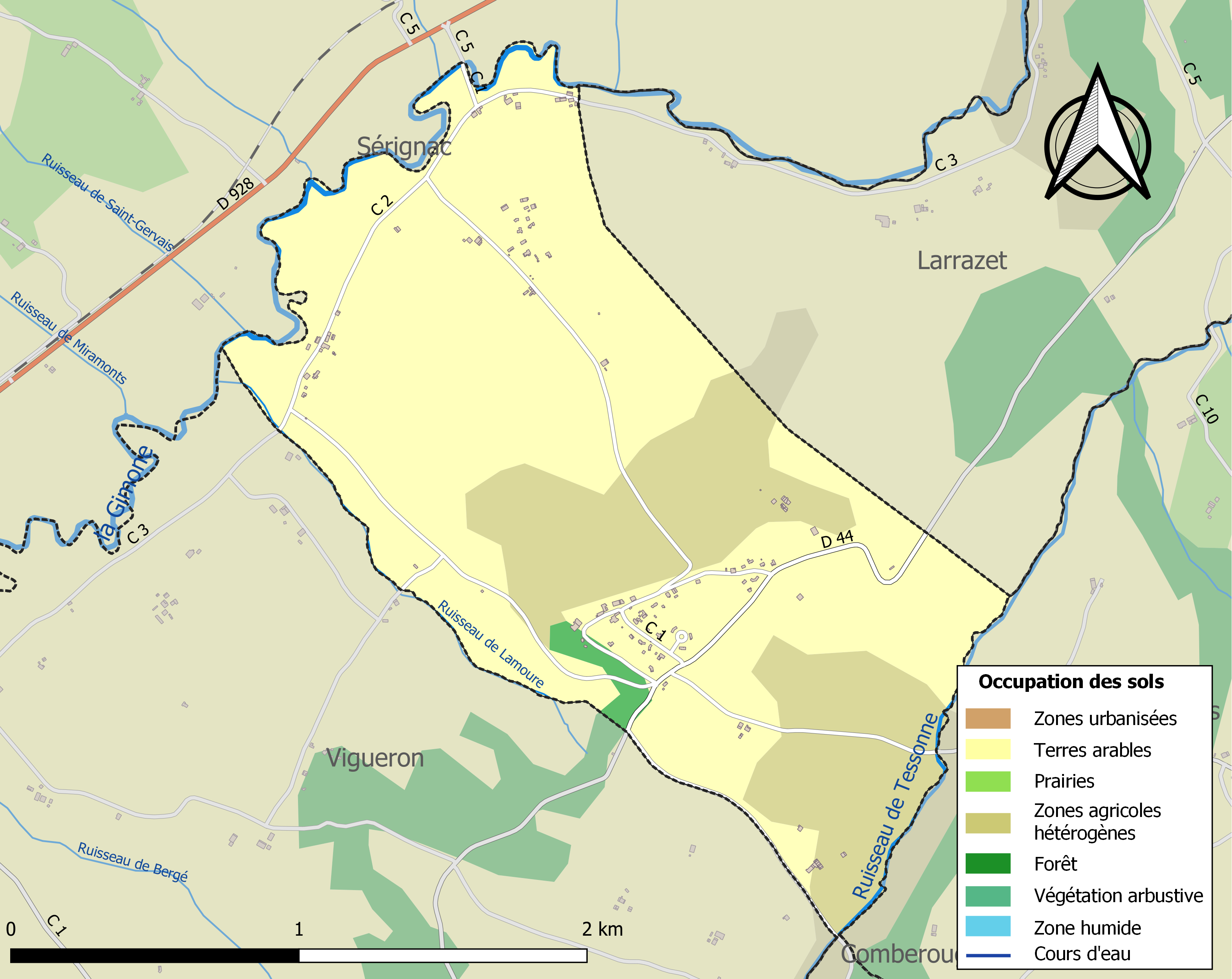
Carte des infrastructures et de l'occupation des sols de la commune en 2018 (CLC).

### Risques majeurs
Le territoire de la commune de Belbèze-en-Lomagne est vulnérable à différents aléas naturels : météorologiques (tempête, orage, neige, grand froid, canicule ou sécheresse), inondations, mouvements de terrains et séisme (sismicité très faible). Il est également exposé à deux risques technologiques,  le transport de matières dangereuses et la rupture d'un barrage. Un site publié par le BRGM permet d'évaluer simplement et rapidement les risques d'un bien localisé soit par son adresse soit par le numéro de sa parcelle.

#### Risques naturels
Certaines parties du territoire communal sont susceptibles d’être affectées par le risque d’inondation par débordement de cours d'eau, notamment la Gimone et le ruisseau de Tessonne. La cartographie des zones inondables en ex-Midi-Pyrénées réalisée dans le cadre du XIe Contrat de plan État-région, visant à informer les citoyens et les décideurs sur le risque d’inondation, est accessible sur le site de la DREAL Occitanie. La commune a été reconnue en état de catastrophe naturelle au titre des dommages causés par les inondations et coulées de boue survenues en 1982, 1996, 1999, 2013, 2014, 2015 et 2018,.
Belbèze-en-Lomagne est exposée au risque de feu de forêt. Le département de Tarn-et-Garonne présentant toutefois globalement un niveau d’aléa moyen à faible très localisé, aucun Plan départemental de protection des forêts contre les risques d’incendie de forêt (PFCIF) n'a été élaboré. Le débroussaillement aux abords des maisons constitue l’une des meilleures protections pour les particuliers contre le feu,.

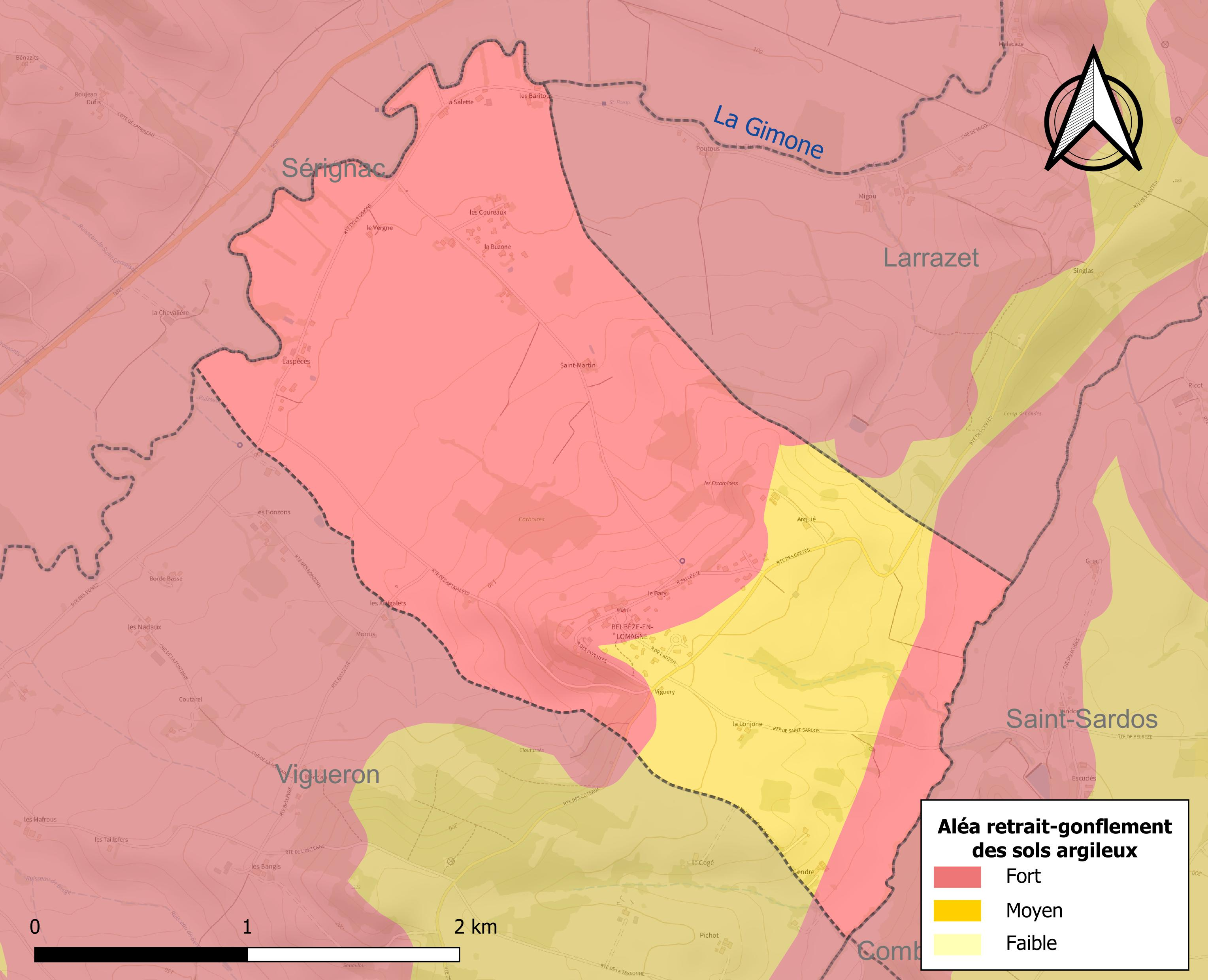
Carte des zones d'aléa retrait-gonflement des sols argileux de Belbèze-en-Lomagne.

Les mouvements de terrains susceptibles de se produire sur la commune sont des tassements différentiels.
Le retrait-gonflement des sols argileux est susceptible d'engendrer des dommages importants aux bâtiments en cas d’alternance de périodes de sécheresse et de pluie. La totalité de la commune est en aléa moyen ou fort (92 % au niveau départemental et 48,5 % au niveau national). Sur les 59 bâtiments dénombrés sur la commune en 2019, 59 sont en aléa moyen ou fort, soit 100 %, à comparer aux 96 % au niveau départemental et 54 % au niveau national. Une cartographie de l'exposition du territoire national au retrait gonflement des sols argileux est disponible sur le site du BRGM,.
Par ailleurs, afin de mieux appréhender le risque d’affaissement de terrain, l'inventaire national des cavités souterraines permet de localiser celles situées sur la commune.
Concernant les mouvements de terrains, la commune a été reconnue en état de catastrophe naturelle au titre des dommages causés par la sécheresse en 2003 et 2011 et par des mouvements de terrain en 1999.

#### Risques technologiques
Le risque de transport de matières dangereuses sur la commune est lié à sa traversée par des infrastructures routières ou ferroviaires importantes ou la présence d'une canalisation de transport d'hydrocarbures. Un accident se produisant sur de telles infrastructures est susceptible d’avoir des effets graves sur les biens, les personnes ou l'environnement, selon la nature du matériau transporté. Des dispositions d’urbanisme peuvent être préconisées en conséquence.
La commune est en outre située en aval du barrage de la Gimone, un ouvrage de classe A  situé dans les départements de Haute-Garonne et du Gers sur la rivière Gimone et disposant d'une retenue de 25 millions de mètres cubes. À ce titre elle est susceptible d’être touchée par l’onde de submersion consécutive à la rupture d'un de ces ouvrages.

## Toponymie
La commune était nommée Belbèse avant le 6 décembre 2014.

## Politique et administration
| Période                                  | Période                  | Identité           | Étiquette | Qualité                    |
| ---------------------------------------- | ------------------------ | ------------------ | --------- | -------------------------- |
| Les données manquantes sont à compléter. |                          |                    |           |                            |
| avant 1995                               | ?                        | Émile Thibaut      |           |                            |
| mars 2001                                | En cours (au avril 2014) | Jean-Luc Issanchou | DVG       | Retraité fonction publique |

## Démographie
Ses habitants sont appelés les Belbésiens.
L'évolution du nombre d'habitants est connue à travers les recensements de la population effectués dans la commune depuis 1793. Pour les communes de moins de 10 000 habitants, une enquête de recensement portant sur toute la population est réalisée tous les cinq ans, les populations de référence des années intermédiaires étant quant à elles estimées par interpolation ou extrapolation. Pour la commune, le premier recensement exhaustif entrant dans le cadre du nouveau dispositif a été réalisé en 2005.

En 2022, la commune comptait 168 habitants, en évolution de +27,27 % par rapport à 2016 (Tarn-et-Garonne : +3,12 %, France hors Mayotte : +2,11 %).
| 1793 | 1800 | 1806 | 1821 | 1831 | 1836 | 1841 | 1846 | 1851 |
| ---- | ---- | ---- | ---- | ---- | ---- | ---- | ---- | ---- |
| 201  | 208  | 225  | 219  | 231  | 228  | 218  | 209  | 204  |

| 1856 | 1861 | 1866 | 1872 | 1876 | 1881 | 1886 | 1891 | 1896 |
| ---- | ---- | ---- | ---- | ---- | ---- | ---- | ---- | ---- |
| 185  | 198  | 210  | 196  | 197  | 186  | 158  | 175  | 170  |

| 1901 | 1906 | 1911 | 1921 | 1926 | 1931 | 1936 | 1946 | 1954 |
| ---- | ---- | ---- | ---- | ---- | ---- | ---- | ---- | ---- |
| 147  | 160  | 163  | 137  | 127  | 116  | 118  | 114  | 100  |

| 1962 | 1968 | 1975 | 1982 | 1990 | 1999 | 2005 | 2006 | 2010 |
| ---- | ---- | ---- | ---- | ---- | ---- | ---- | ---- | ---- |
| 75   | 76   | 64   | 65   | 58   | 61   | 87   | 95   | 118  |

| 2015 | 2020 | 2022 | - | - | - | - | - | - |
| ---- | ---- | ---- | - | - | - | - | - | - |
| 131  | 160  | 168  | - | - | - | - | - | - |

## Économie

### Emploi
|                | 2008  | 2013   | 2018   |
| -------------- | ----- | ------ | ------ |
| Commune        | 2,5 % | 8,9 %  | 11,6 % |
| Département    | 8,4 % | 10,2 % | 10,3 % |
| France entière | 8,3 % | 10 %   | 10 %   |

En 2018, la population âgée de 15 à 64 ans s'élève à 83 personnes, parmi lesquelles on compte 80 % d'actifs (68,4 % ayant un emploi et 11,6 % de chômeurs) et 20 % d'inactifs,. En  2018, le taux de chômage communal (au sens du recensement) des 15-64 ans est supérieur à celui du département et de la France, alors qu'en 2008 la situation était inverse.
La commune fait partie de la couronne de l'aire d'attraction de Toulouse, du fait qu'au moins 15 % des actifs travaillent dans le pôle,. Elle compte 5 emplois en 2018, contre 10 en 2013 et 10 en 2008. Le nombre d'actifs ayant un emploi résidant dans la commune est de 56, soit un indicateur de concentration d'emploi de 9,2 % et un taux d'activité parmi les 15 ans ou plus de 59,4 %.
Sur ces 56 actifs de 15 ans ou plus ayant un emploi, 5 travaillent dans la commune, soit 9 % des habitants. Pour se rendre au travail, 92,3 % des habitants utilisent un véhicule personnel ou de fonction à quatre roues, 1,5 % les transports en commun, 1,5 % s'y rendent en deux-roues, à vélo ou à pied et 4,6 % n'ont pas besoin de transport (travail au domicile).

### Activités hors agriculture
8 établissements sont implantés  à Belbèze-en-Lomagne au 31 décembre 2019.
Le secteur de la construction est prépondérant sur la commune puisqu'il représente 50 % du nombre total d'établissements de la commune (4 sur les 8 entreprises implantées  à Belbèze-en-Lomagne), contre 14,9 % au niveau départemental.

### Agriculture
Le nombre d'exploitations agricoles en activité et ayant leur siège dans la commune est de 2 lors du recensement agricole de 2020 et la surface agricole utilisée de 50 ha,.

## Culture locale et patrimoine

### Lieux et monuments
- Église Sainte-Quitterie de Belbèze-en-Lomagne. L'édifice est référencé dans la base Mérimée et à l'Inventaire général Région Occitanie[35]. Plusieurs objets sont référencés dans la base Palissy[35].

## Pour approfondir